# 2023年聖誕節休戰
2023年1月5日，俄羅斯正教會領袖、莫斯科大牧首基里爾呼籲2022年俄羅斯入侵烏克蘭戰爭雙方在東正教聖誕節期間達成休戰協議。同日傍晚，俄羅斯總統弗拉基米爾·普京指示俄羅斯國防部長謝爾蓋·紹伊古宣佈從莫斯科時間2023年1月6日中午12:00（世界標準時間09:00）起至莫斯科時間2023年1月7日至1月8日午夜24:00／00:00（世界標準時間21:00）在俄烏軍隊全線接觸線上實施36小時臨時停火。
烏克蘭拒絕了休戰提議，稱其為「陰險陷阱」 。儘管俄羅斯宣佈停火，但由於戰鬥仍在繼續，效果甚微。

## 背景
許多東正教徒，包括居住在俄羅斯和烏克蘭的東正教徒，傳統上在1月6日至7日慶祝聖誕節。然而，在俄羅斯入侵之後，越來越多的烏克蘭人開始在12月25日慶祝聖誕節。
莫斯科大牧首基里爾經常在他的佈道中談論這場戰爭，為入侵辯護，將其定性為「內鬥」，並呼籲俄羅斯東正教徒「精神動員」。這些聲明最終促使莫斯科宗主教聖統烏克蘭正教會宣佈從莫斯科宗主教聖統中獨立出來。2022年6月，英國和加拿大都將基里爾牧首添加到制裁名單中。

## 俄羅斯單方面停火
根據基里爾大牧首的提議，俄羅斯總統弗拉基米爾·普京指示俄羅斯國防部長謝爾蓋·紹伊古在東正教聖誕節期間宣佈在俄羅斯和烏克蘭軍隊之間的整個接觸線上暫時停火。根據公告，停火時間為1月6日中午至1月7日午夜。普京在聲明中表示「鑑於大量東正教公民居住在戰區，我們呼籲烏克蘭方面宣佈停火，並給予他們有機會參加平安夜和聖誕節的活動」。俄羅斯聯邦國防部稱，將執行普京的命令，在聖誕節實行停火。

## 違反休戰協議的事件

### 停火之前或停火生效之際
《路透社》報導指，在停火即將開始前不久，烏克蘭頓涅茨克州克拉馬托爾斯克一座住宅樓中的14間住宅被俄羅斯的砲擊損壞。《BBC》稱，克拉馬托爾斯克襲擊事件發生在停火即將開始之後。
據赫爾松州州長雅羅斯拉夫·亞努舍維奇稱，俄羅斯軍隊在2023年1月6日，宣稱停火期間向赫爾松州開火39次，造成1名急救人員死亡，7名平民受傷。《路透社》稱：「週五（2023年1月6日）前的時候，俄羅斯軍隊在停火生效前砲擊了烏克蘭南部城市赫爾松的一個消防局，一名救援人員喪生，另外四人受傷。」亞努舍維奇表示，《路透社》無法證實這一點。《BBC》稱，對赫爾松市消防局的襲擊發生在單方面停火開始之後。

### 停火期間
2023年1月6日，烏克蘭最高拉達議員怡娜·素孫表示：「我們宣布停火已經兩個半小時了，實際上烏克蘭全境都處於空襲警戒狀態。所以我認為這不言而喻……所謂停火，是俄羅斯人的廢話。」
在所謂的停火生效三個小時後，盧甘斯克州州長謝爾蓋·蓋達伊聲稱，俄羅斯軍隊在盧甘斯克州對烏克蘭陣地進行了14次砲擊，並3次襲擊了一個定居點。2023年1月6日下午，《路透社》記者親眼目睹了俄羅斯和烏克蘭的重砲在盧甘斯克州北頓涅茨克克雷明納附近交火。至於頓涅茨克州，《路透社》補充說：「俄羅斯佔領的地區首府頓涅茨克的一名目擊者描述了在停火協議生效後，親俄陣地從該市郊區發射砲彈。」
截至2023年1月7日中午，烏克蘭當局報告說，在俄羅斯單方面宣佈停火36小時的前24小時內，俄羅斯對烏克蘭東部和南部至少七個州的襲擊造成至少3人死亡，14人受傷。
頓涅茨克州州長帕維爾·基里連科表示，週五2023年1月6日，在巴赫穆特和附近的紅霍拉，有兩名平民（一名66歲的男子和一名61歲的婦女）被殺，另有7人受傷。

### 停火結束
就在莫斯科時間1月8日星期日凌晨（剛過基輔時間1月7日星期六23:00）俄羅斯單方面宣布的停火結束後，克拉馬托爾斯克的居民在兩所大學宿舍附近聽到導彈襲擊。俄羅斯官方聲稱，約有600名臨時安置在宿舍的烏克蘭士兵被殺，以報復烏軍在2023年新年夜砲擊馬克耶夫卡軍事基地，但《路透社》記者觀察到，導彈幾乎沒有對建築物造成任何損害，沒有人員傷亡跡象（克拉馬托爾斯克市市長也表示沒有人員傷亡），更不用說烏克蘭士兵當時仍住在宿舍中。烏克蘭軍方發言人表示，這次襲擊是俄羅斯國防部試圖表明它有能力對馬克耶夫卡軍事基地襲擊進行嚴厲的報復。

## 反應

### 烏克蘭
烏克蘭總統辦公室稱基里爾牧首早前提出的停火請求是「陰險陷阱和大外宣」。烏克蘭總統顧問米哈伊洛·波多利亞克說，俄羅斯東正教會不是全世界東正教信徒的權威，他「充當戰爭宣傳員」，包括呼籲「對烏克蘭人進行種族滅絕」。
烏克蘭國家安全與國防事務委員會秘書阿列克謝·達尼洛夫表示，烏克蘭不會與俄羅斯就聖誕節休戰進行談判。「讓我們實際地談。他們向誰提出休戰協議？對自己？」達尼洛夫說，他為俄羅斯軍隊提供了一個「簡單的解決方案」——「拿起他們的手提箱」回家。他補充說，「沒人與他們談判......這位牧師提出了某個日子。這與我們無關。這是我們的土地。我們在我們的土地上會做我們認為必要的事情。」
烏克蘭總統弗拉基米爾·澤倫斯基宣稱，俄羅斯將利用「所謂的休戰」來阻止烏克蘭武裝部隊在東部的推進。澤倫斯基在夜間講話中稱，「為了更快地結束戰爭」而不是臨時休戰，「需要一些完全相反的東西」，「俄羅斯公民要有勇氣擺脫對克里姆林宮獨夫的可恥恐懼」。

### 俄羅斯
頓涅茨克人民共和國代理元首傑尼斯·普希林表示，這只是為了停火。他強調說：「該決定涉及我們方面的停火或進攻行動。但這並不意味著我們不會對敵人的挑釁做出回應。」
親俄羅斯軍事博主和Telegram頻道等均批評停火提議。前頓涅茨克人民軍指揮官伊戈爾·斯特列爾科夫稱停火對俄羅斯軍隊來說是「走向失敗和投降的大膽而決定性之一步」，並聲稱俄羅斯領導層沒有從過去8年的停戰結果中吸取教訓。擁有超過一百萬訂閱者的Telegram頻道《Rybar》寫道，「也許對牛彈琴就可以了？他們根本就不領情。」軍事記者尤里·科喬諾克（Юрий Котёнок） 和羅曼·薩蓬科夫（Роман Сапоньков）指出，休戰是單方面的，不會受到尊重，看起來像是「失敗主義」。《軍事線人頻道》將停火聲明與俄羅斯總統弗拉基米爾·普京和土耳其總統雷傑普·塔伊普·埃爾多安之間的對話聯繫起來：「顯然，今天從受人尊敬且完全中立的合作夥伴埃爾多安那裡收到的提議太誘人了，讓人忍不住做出另一個善意的姿態。」
另一方面，許多親俄評論員聲稱停火提議證明普京是「宗教價值觀和道德的保護者」，前總理德米特里·梅德韋傑夫說普京向烏克蘭伸出了「基督徒慈悲之手」，但由於烏克蘭缺乏信心，她拒絕了普京的提議。一位親俄的車臣指揮官趁機稱讚普京的聖誕節停火提議是「真正信仰基督教的行動」，並補充說耶穌也是伊斯蘭教的先知，並指責烏克蘭拒絕停火是「撒旦崇拜」。 戰爭研究所認為這條消息是「克里姆林宮一項特定且長期開展的信息戰一部分，該行動旨在通過將烏克蘭定性為不道德的敵人，其缺乏信仰......冒犯基督徒和穆斯林，從而迎合俄羅斯武裝部隊中各種宗教少數群體一樣。」

### 其他
美國總統喬·拜登表示，停戰提議只是俄羅斯軍隊的「喘息機會」，是他們整頓的機會。拜登應記者要求對普京的提議發表評論時，他指出俄羅斯在2022年聖誕節（2022年12月25日）和新年期間繼續轟炸烏克蘭的「醫院、幼兒園和教堂」。拜登補充說：「我認為他（普京）正試圖喘一口氣。」

## 另見
- 聖誕節休戰
- 復活節休戰